# Chaetacis cornuta
Chaetacis cornuta är en spindelart som först beskrevs av Władysław Taczanowski 1873.  Chaetacis cornuta ingår i släktet Chaetacis och familjen hjulspindlar. Inga underarter finns listade i Catalogue of Life.